# الوارو خیمنز
الوارو خیمنز (انگلیسی: Álvaro Giménez؛ زادهٔ ۱۹ مهٔ ۱۹۹۱) بازیکن فوتبال اهل اسپانیا است.
از باشگاه‌هایی که در آن بازی کرده‌است می‌توان به الچه و رئال مایورکا اشاره کرد.
وی همچنین در تیم ملی فوتبال زیر ۱۷ سال اسپانیا بازی کرده‌است.
وی در تابستان نقل و انتقالاتی ۲۰۲۳ طی قراردادی یکساله و قرضی به تراکتور پیوست.